# Ménil-Vin
Ménil-Vin település Franciaországban, Orne megyében. Lakosainak száma 48 fő (2022. január 1.). Ménil-Vin Les Isles-Bardel, Les Loges-Saulces, Rapilly, Bazoches-au-Houlme és Ménil-Hermei községekkel határos.

## Népesség
A település népességének változása:
| Lakosok száma | 56   | 54   | 58   | 53   | 52   | 52   | 51   | 50   | 48   |
|               | 2013 | 2015 | 2016 | 2017 | 2018 | 2019 | 2020 | 2021 | 2022 |